# Parque das Mangabeiras
O Parque Municipal das Mangabeiras é um parque da cidade de Belo Horizonte. Localiza-se na Serra do Curral, zona sul da cidade, e limite norte do quadrilátero ferrífero. Foi inaugurado em 1982, e possui 2.350.000 m² de área totalmente cercada, que foi decretada local de preservação em 1966.
O Parque das Mangabeiras é a maior área verde da capital mineira e um dos maiores parques urbanos da América Latina. Com seus 337 hectares, o espaço é habitado por mais de uma centena e meia de espécies de aves, bem como 30 tipos de mamíferos. A mata é composta por diversas amostras da vegetação mineira, e possui 59 nascentes. A paisagem verde foi projetada por Burle Marx e está localizada a mais de mil metros de altura, em um dos pontos mais altos de Belo Horizonte.  
Lugar para descanso, lazer e esportes, o Parque das Mangabeiras Maurício Campos recebe público de todo o país e até do mundo. Os visitantes podem usufruir de recantos naturais, quadras de peteca, tênis e poliesportivas, pista de skate, brinquedos e atividades culturais.